# Referendum w Boliwii w 2009 roku
Referendum w Boliwii odbyło się 25 stycznia 2009 roku. W referendum Boliwijczycy opowiadali się za przyjęciem bądź odrzuceniem nowej konstytucji. Za nową konstytucją zagłosowało 62,09% obywateli, przeciw było 37,91%. Oddano również 4,28% głosów nieważnych (pustych). Frekwencja wyniosła 90,34%.
Nowa konstytucja ma nadać więcej praw biednym Indianom, będącym dotąd w świetle prawa obywatelami drugiej kategorii. Wspólnoty indiańskie będą miały prawo do własnego tradycyjnego wymiaru sprawiedliwości. Każdy z 38 ludów indiańskich ma mieć reprezentację w parlamencie. Kontrowersje budzi przepis o wybieraniu członków Trybunału Konstytucyjnego, Sądu Najwyższego itp. w wyborach powszechnych, oznaczający upartyjnienie wymiaru sprawiedliwości. 
W myśl nowej ustawy zasadniczej państwo przejmie kontrolę nad kluczowymi gałęziami gospodarki, złoża bogactw naturalnych zostają upaństwowione, tak jak już się stało z przemysłem gazowym. Konstytucja zwiększa co prawda autonomię dziewięciu departamentów, pozostawia jednak rządowi centralnemu – prócz wyłączności na decydowanie o polityce zagranicznej i bezpieczeństwie – decyzje o podatkach i surowcach energetycznych. 
Zgodnie z nową konstytucją katolicyzm utracił rangę oficjalnej religii, a ogólnikowy przepis o prawie do życia – bez uściślenia, że chodzi o życie od momentu poczęcia może być użyty jako furtka do legalizacji aborcji.

## Wyniki
| Opcja               | Głosy     | %       |
| ------------------- | --------- | ------- |
| Tak                 | 2 018 198 | 62,09%  |
| Nie                 | 1 232 066 | 37,91%  |
| Nieważne            | 145 158   | 4,28%   |
| Razem               | 3 395 422 | 100,00% |
| Frekwencja (90,34%) |           |         |
| Źródło: CNE         |           |         |